# Tenharim
Tenharim (Tenharin), pleme iz skupine Tupi-Kawahiba, porodica Tupi-Guarani, na srednjem toku rijeke Madeira u brazilskoj državi Amazonas. sastoje se od tri lokalne skupine od kojih jedna živi na rijeci Sepoti ostali na rijeci Marmelos i Igarapé Preto.
Danas imaju nekoliko rezervata, to su Tenharim do igarapé Preto u općini Manicoré s 54 Tenharima i Tenharim/Transamazônica u općinama Auxiliadora, Humaitá i Manicoré, sa 176 Tenharima. Nešto (34) ih živi u Estirão Grande u općini Auxiliadora. Tenharimska skupina Crna Usta ili Boca-Negra svoje ime dobiva po bojanom dizajnu. 

## Vanjske poveznice
- Tribo Tenharim  Arhivirana inačica izvorne stranice od 30. ožujka 2021. (Wayback Machine)
- Tenharim